# Chantiers de boutres de Sour
Les chantiers de boutres de Sour sont des chantiers navals artisanaux du Sultanat d'Oman qui perpétuent la tradition séculaire de construction de boutres (dhows) du port de Sour, dans la région Ash Sharqiyah. Au nombre de sept, ces chantiers clôturés se trouvent à 4 km de la ville, sur une lagune, et leur visite est pratiquement incontournable pour le touriste venu dans la région. En effet, la valorisation actuelle de cette activité s'inscrit dans une politique volontariste de construction de l'imaginaire national qui donne délibérément une place de choix au patrimoine maritime.

## Histoire
Pendant des siècles, ces voiliers caractéristiques de l'Océan Indien évoquant les galions par leur haute poupe en fer à cheval ont fait la réputation de la ville, qui fut un grand port de commerce avec l'Afrique orientale jusqu'au début du XXe siècle. On y construisait de grands bateaux, les baggalas, mais également d'autres, plus petits, les ghanjas.
Autrefois, les charpentiers travaillaient sans plan et utilisaient pour la sculpture des outils traditionnels, tels que le ciseau, l'herminette ou le marteau. Ces techniques ont évolué avec l'apparition de l'outillage électrique, comme le rabot ou la perceuse, mais on calfate encore les coques avec de la graisse de requin et du plâtre.
Au cours de l'année 1874, huit boutres sortirent de ces chantiers. Aujourd'hui, ce chiffre est tombé à un ou deux par an. Désormais, les boutres sont surtout destinés au tourisme (sorties en mer...).

## Construction et réparation
Les ouvriers employés sur le chantier sont pour la plupart des immigrés venus du Kerala, au sud-ouest de l'Inde, et embauchés par des Omanais. Une demi-douzaine d'ouvriers travaillant à plein-temps pendant près de six mois sont nécessaires pour réaliser un bateau dont le coût oscille entre 10 000 et 50 000 OMR, c'est-à-dire entre 16 500 et 82 000 euros.
Les bois utilisés sont le teck et certains bois exotiques.

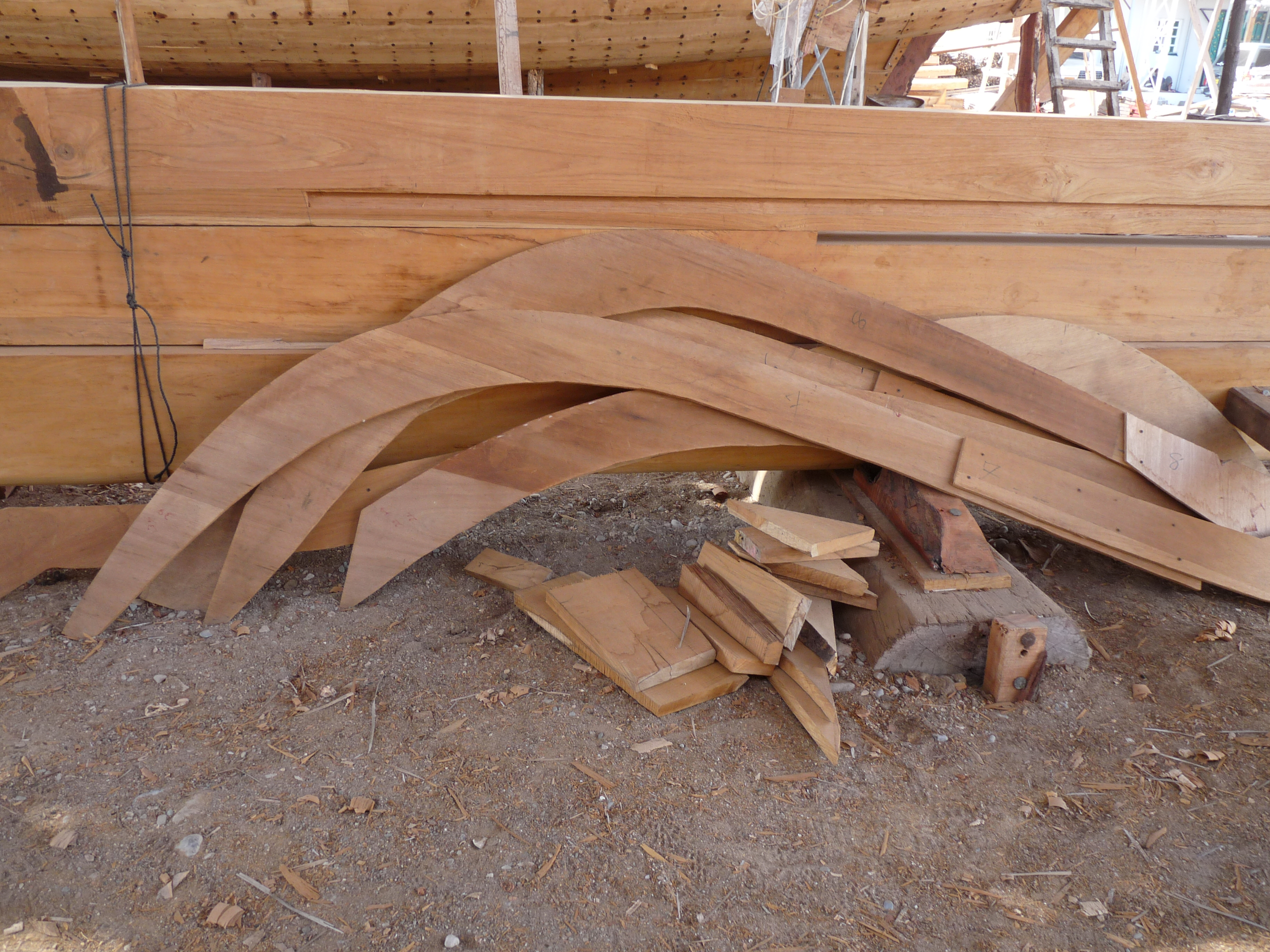
Gabarits
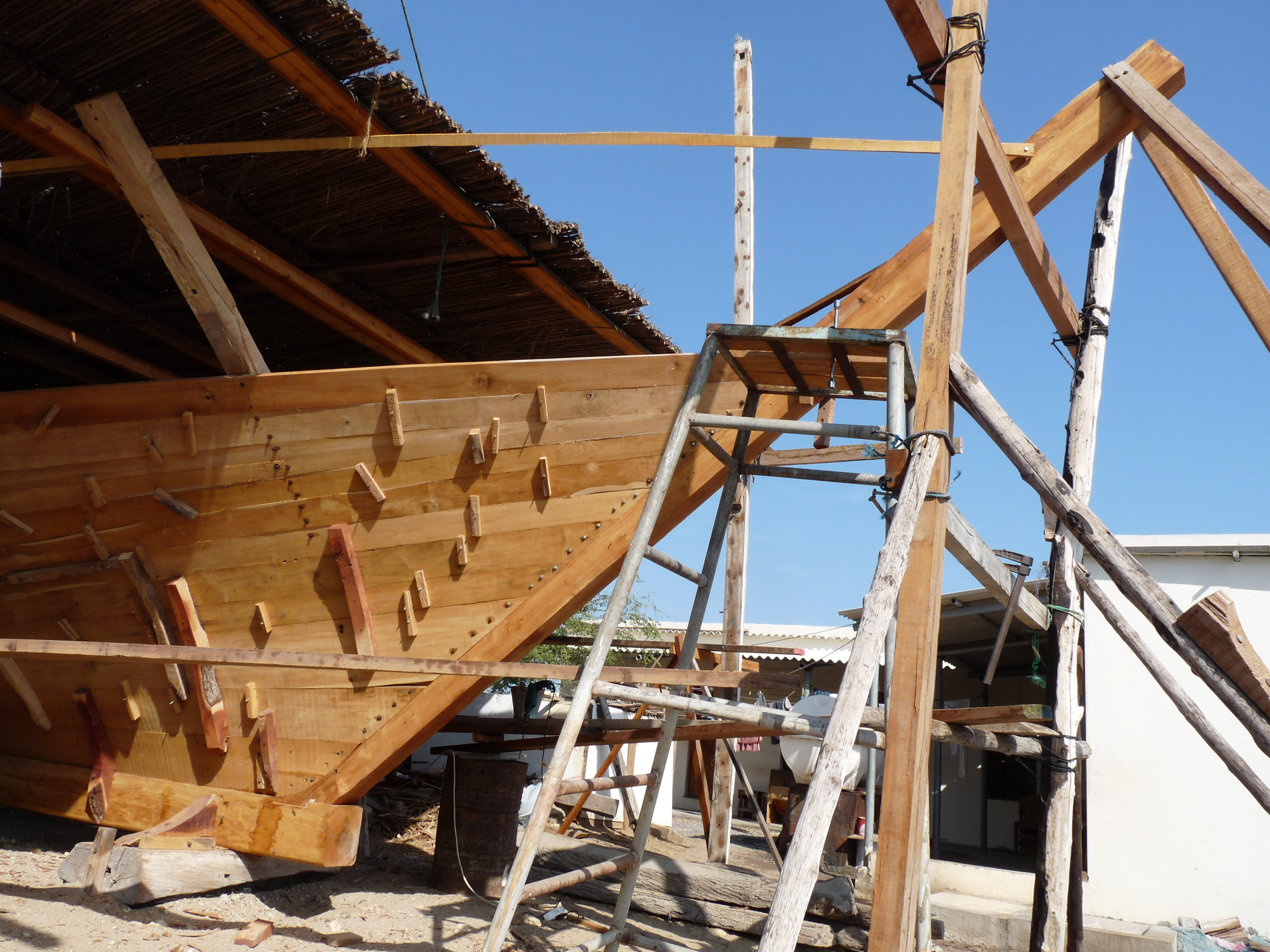
Proue
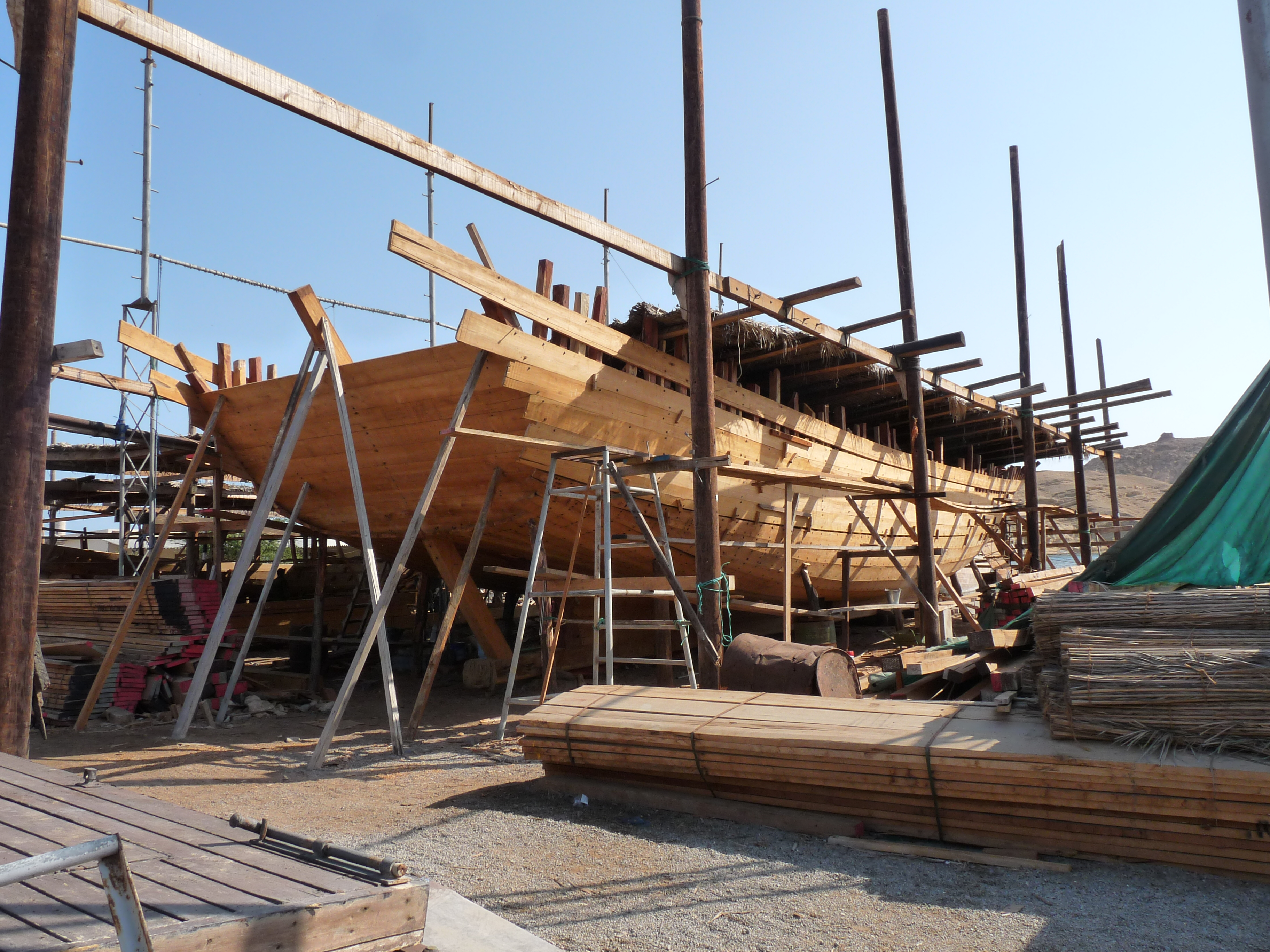
Poupe
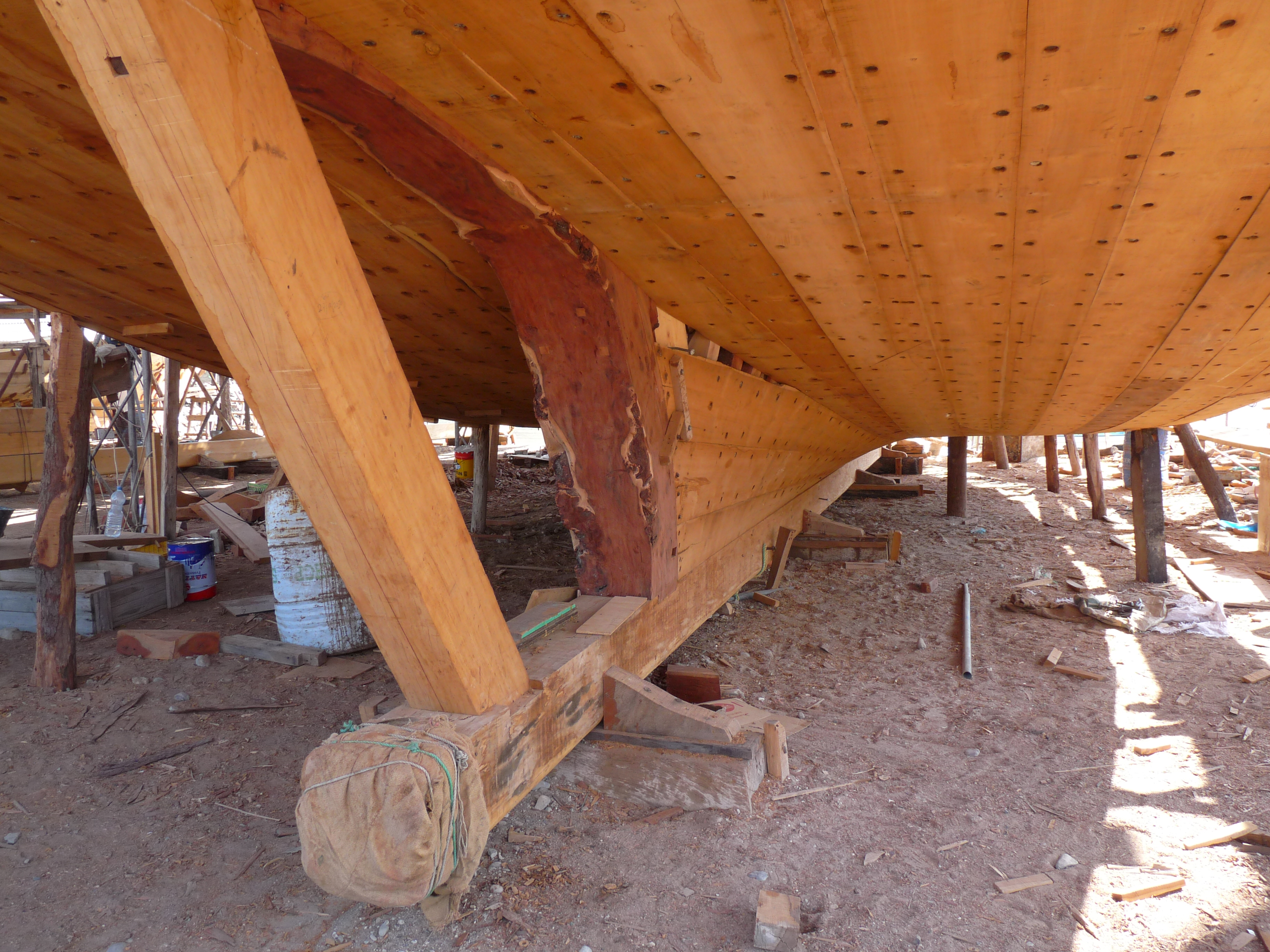
Quille

## Fabrication de modèles réduits
Sur le chantier, on réalise également des produits dérivés, tels que des maquettes de bateaux et divers objets en bois. Les modèles réduits sont vendus aux touristes et au ministère du Patrimoine.

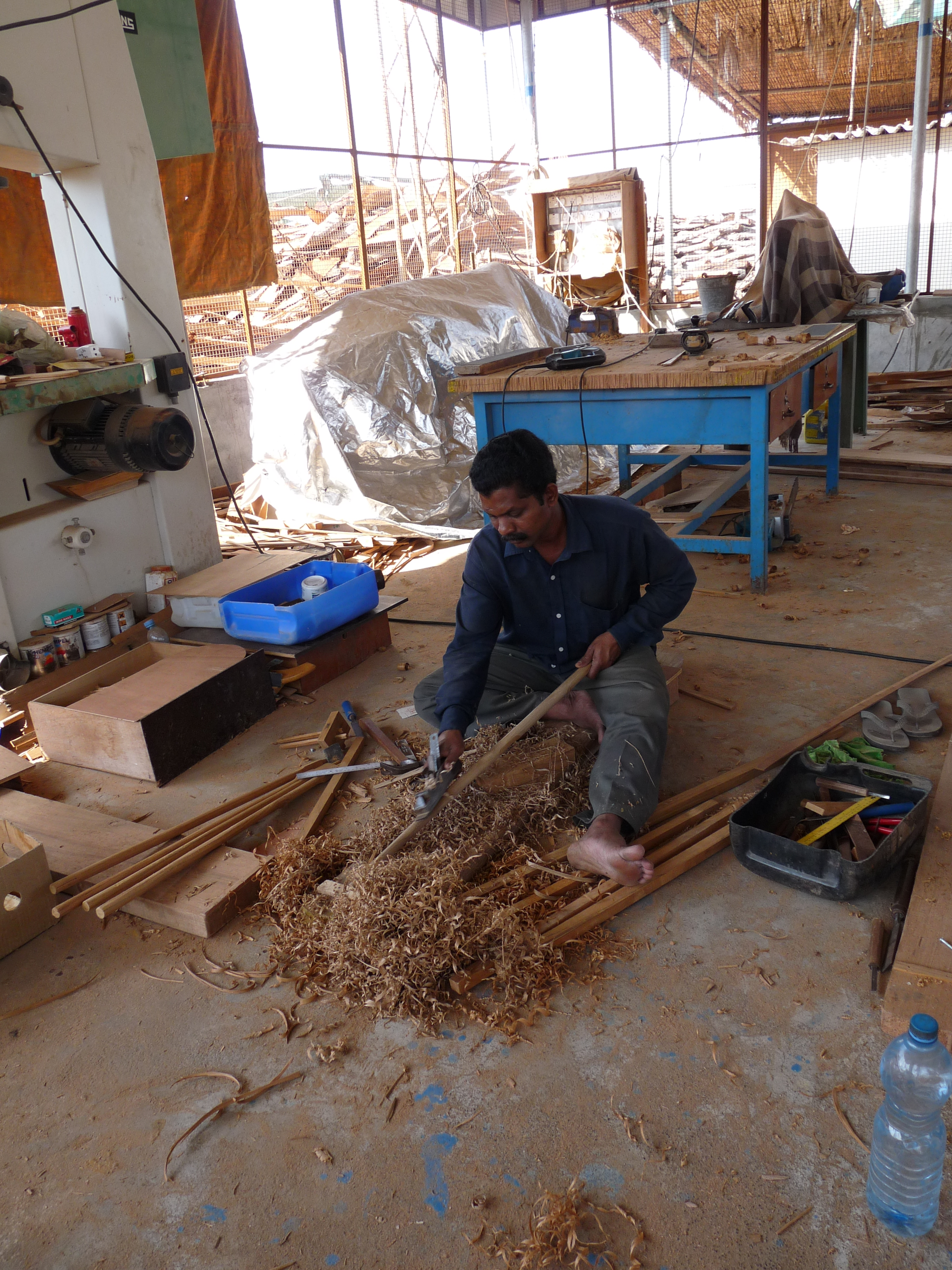
Préparation des éléments
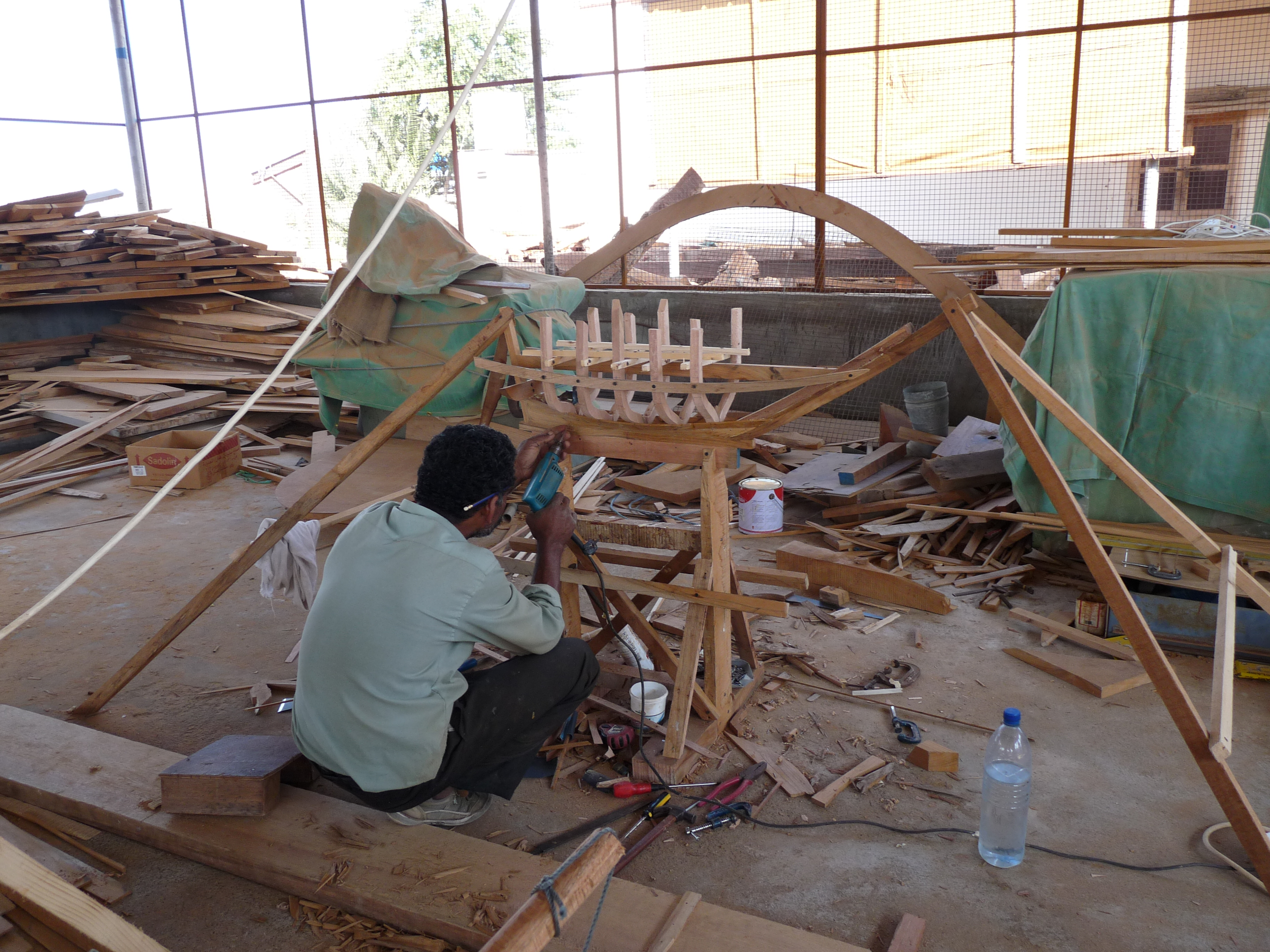
Perçage
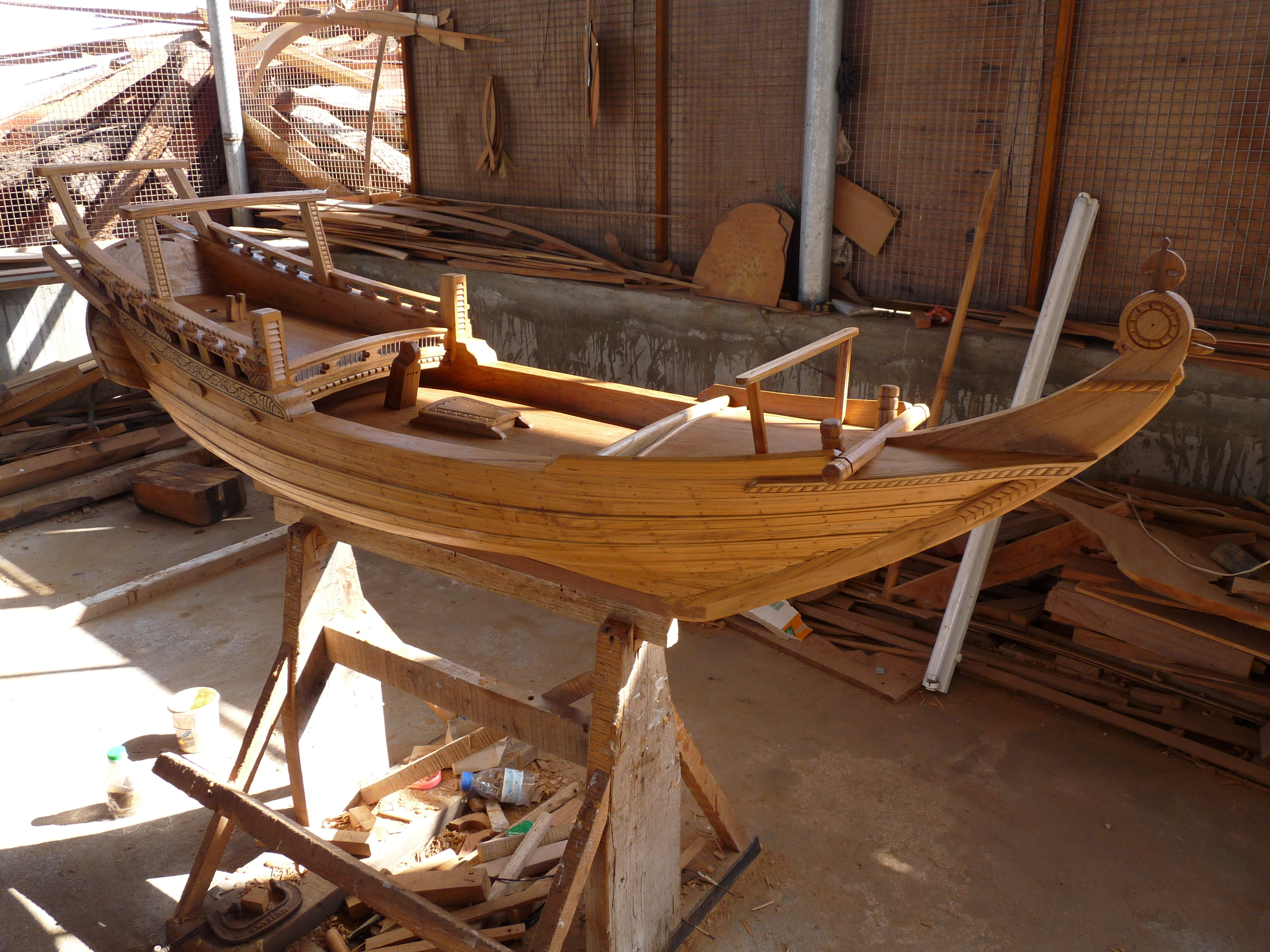
Maquette en voie d'achèvement
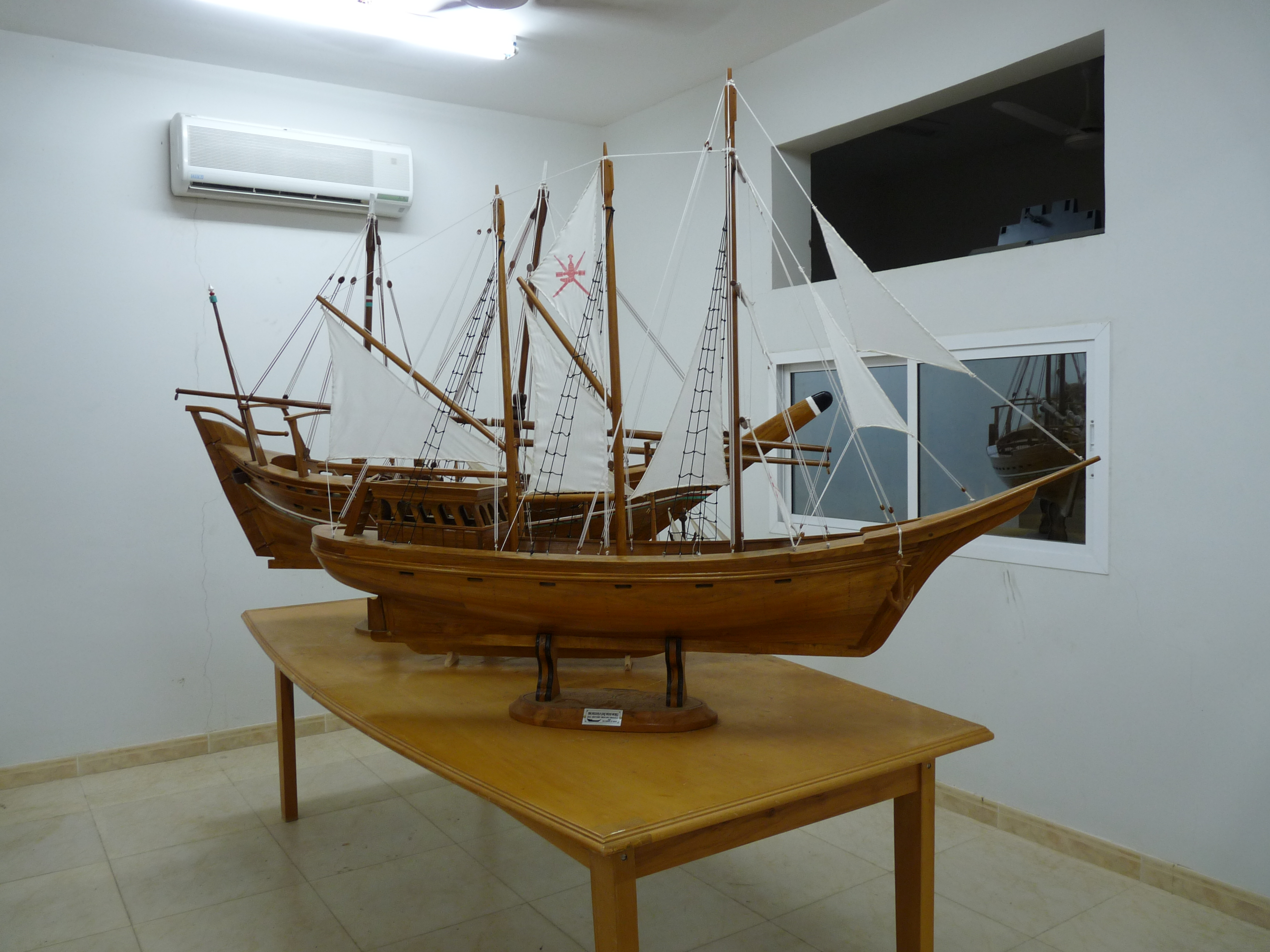
Vente des réalisations